# Békés

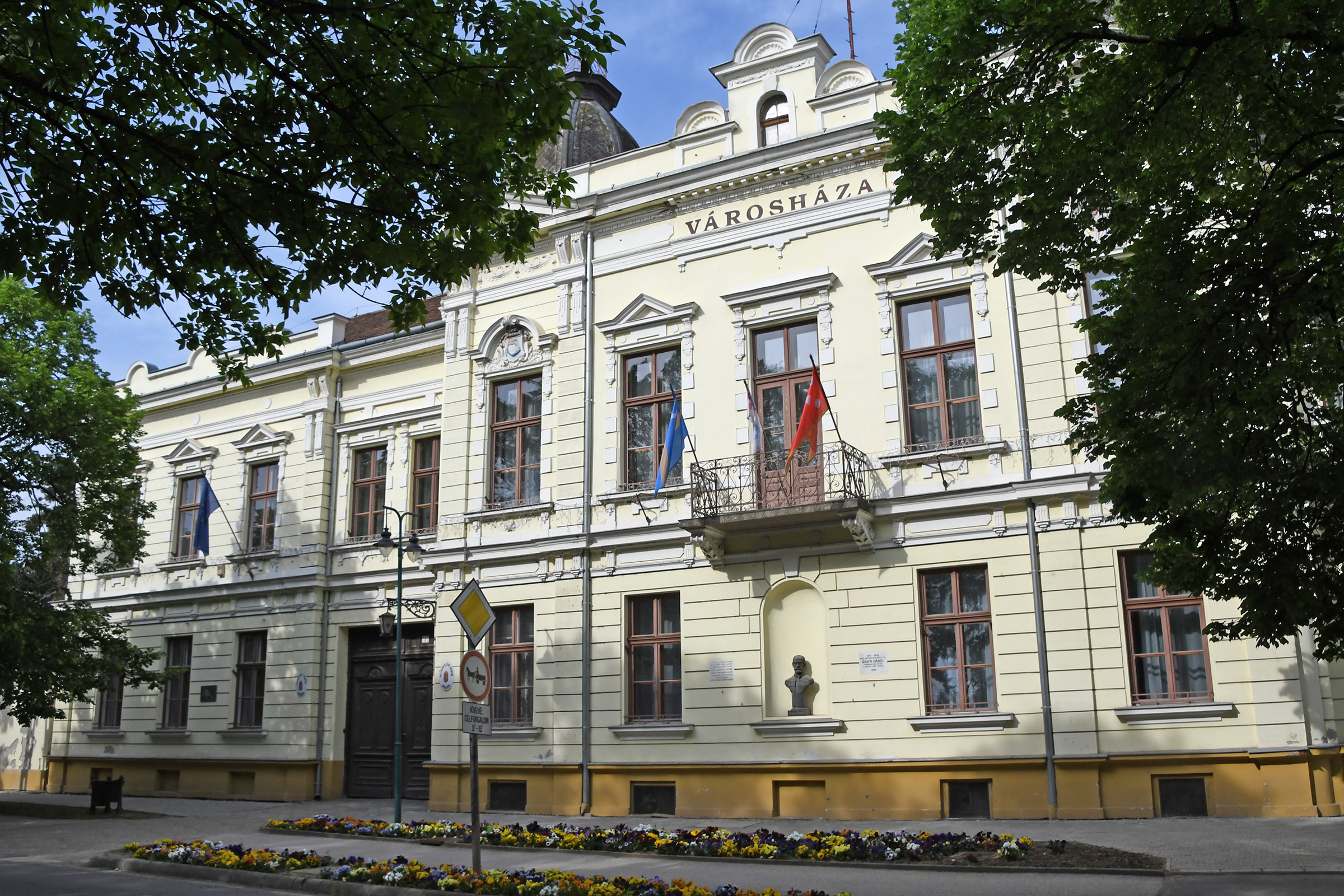
Rathaus

Békés [ˈbeːkeːʃ] (slowakisch Békéš, rumänisch Bichiș; deutsch Bekesch) ist eine ungarische Stadt im gleichnamigen Kreis im Komitat Békés.

## Geographie
Békés liegt 178 Kilometer südöstlich der ungarischen Hauptstadt Budapest und 10 Kilometer nordöstlich des Komitatssitzes Békéscsaba an dem Fluss Kettős-Körös.

## Geschichte
Die Stadt Békés entstand nach der ungarischen Landnahme bei der gleichnamigen Burg. Von 1566 bis 1695 stand die Stadt unter osmanischer Herrschaft. Während des Rákoczi-Aufstandes litt die Stadt sehr unter den Kämpfen und erholte sich erst im Laufe des 18. Jahrhunderts wieder. Nach einer Blüte in der ersten Hälfte des 19. Jahrhunderts verlor Békés den Status einer Stadt und erhielt ihn erst 1973 wieder.

## Städtepartnerschaften
- Cauaceu, Rumänien[2]
- Gheorgheni, Rumänien[2]
- Myszków, Polen[2]
- Novi Itebej (Нови Итебеј), Serbien[2]

## Verkehr
Durch Békeś führt die Hauptstraße Nr. 470, von der die Landstraßen Nr. 4238 und Nr. 4644 abzweigen. In der Stadt gibt es einen Bahnhof, der an der Eisenbahnstrecke nach Murony liegt, jedoch wurde der Personenverkehr auf dieser Strecke 2007 eingestellt, so dass Bahnreisende den nächstgelegenen Bahnhof in Murony nutzen müssen.